# Olympijské rekordy ve vzpírání
Na této stránce se nachází aktuální přehled olympijských rekordů ve vzpírání. Registrovány jsou rekordy v trhu, nadhozu a olympijském dvojboji ve všech hmotnostních kategoriích.
Vzhledem k úpravě hmotnostních kategorií (současné od roku 2018) mohly být všechny platné rekordy stanoveny pouze na posledních olympijských hrách v roce 2021. Pro rok 2024 navíc došlo oproti předchozím olympijským hrám k částečné obměně kategorií, ve kterých se bude soutěžit.

## Současné olympijské rekordy

### Mužské olympijské rekordy
| Kategorie        | Výkon   | Držitel           | Stát       | Olympijské hry | Datum      | Ref    |
| 61 kg            | 61 kg   | 61 kg             | 61 kg      | 61 kg          | 61 kg      | 61 kg  |
| ---------------- | ------- | ----------------- | ---------- | -------------- | ---------- | ------ |
| Trh              | 143 kg  | Li Fa-pin         | Čína       | 2024 Paříž     | 07.08.2024 | [ 1 ]  |
| Nadhoz           | 172 kg  | Li Fa-pin         | Čína       | 2020 Tokio     | 25.07.2021 | [ 2 ]  |
| Celkem           | 313 kg  | Li Fa-pin         | Čína       | 2020 Tokio     | 25.07.2021 | [ 2 ]  |
| 67 kg            |         |                   |            |                |            |        |
| Trh              | 151 kg  | Olympic Standard  |            |                | 01.11.2018 |        |
| Nadhoz           | 187 kg  | Čchen Li-ťün      | Čína       | 2020 Tokio     | 25.07.2021 | [ 3 ]  |
| Celkem           | 332 kg  | Čchen Li-ťün      | Čína       | 2020 Tokio     | 25.07.2021 | [ 3 ]  |
| 73 kg            |         |                   |            |                |            |        |
| Trh              | 166 kg  | Š' Č'-jung        | Čína       | 2020 Tokio     | 28.07.2021 | [ 4 ]  |
| Nadhoz           | 199 kg  | Rizki Juniansyah  | Indonésie  | 2024 Paříž     | 08.08.2024 | [ 5 ]  |
| Celkem           | 364 kg  | Š' Č'-jung        | Čína       | 2020 Tokio     | 28.07.2021 | [ 4 ]  |
| 81 kg            |         |                   |            |                |            |        |
| Trh              | 170 kg  | Lü Siao-ťün       | Čína       | 2020 Tokio     | 31.07.2021 | [ 6 ]  |
| Nadhoz           | 204 kg  | Lü Siao-ťün       | Čína       | 2020 Tokio     | 31.07.2021 | [ 6 ]  |
| Celkem           | 374 kg  | Lü Siao-ťün       | Čína       | 2020 Tokio     | 31.07.2021 | [ 6 ]  |
| 89 kg            |         |                   |            |                |            |        |
| Trh              | 180 kg  | Olympic Standard  |            |                |            |        |
| Nadhoz           | ♦224 kg | Karlos Nasar      | Bulharsko  | 2024 Paříž     | 09.08.2024 | [ 7 ]  |
| Celkem           | ♦404 kg | Karlos Nasar      | Bulharsko  | 2024 Paříž     | 09.08.2024 | [ 7 ]  |
| 96 kg            |         |                   |            |                |            |        |
| Trh              | 183 kg  | Olympic Standard  |            |                | 01.11.2018 |        |
| Nadhoz           | 225 kg  | Fares El-Bakh     | Katar      | 2020 Tokio     | 31.07.2021 | [ 8 ]  |
| Celkem           | 402 kg  | Fares El-Bakh     | Katar      | 2020 Tokio     | 31.07.2021 | [ 8 ]  |
| 109 kg           |         |                   |            |                |            |        |
| Trh              | 195 kg  | Simon Martirosjan | Arménie    | 2020 Tokio     | 03.08.2021 | [ 9 ]  |
| Nadhoz           | 237 kg  | Akbar Džurajev    | Uzbekistán | 2020 Tokio     | 03.08.2021 | [ 9 ]  |
| Celkem           | 430 kg  | Akbar Džurajev    | Uzbekistán | 2020 Tokio     | 03.08.2021 | [ 10 ] |
| +109 kg          |         |                   |            |                |            |        |
| Trh              | 223 kg  | Laša Talachadze   | Gruzie     | 2020 Tokio     | 04.08.2021 | [ 10 ] |
| Nadhoz           | 265 kg  | Laša Talachadze   | Gruzie     | 2020 Tokio     | 04.08.2021 | [ 10 ] |
| Celkem           | 488 kg  | Laša Talachadze   | Gruzie     | 2020 Tokio     | 04.08.2021 | [ 10 ] |
| Zdroj na IWF.net |         |                   |            |                |            |        |

### Ženské olympijské rekordy
| Kategorie        | Výkon  | Držitelka         | Stát                   | Olympijské hry | Datum      | Ref    |
| 49 kg            | 49 kg  | 49 kg             | 49 kg                  | 49 kg          | 49 kg      | 49 kg  |
| ---------------- | ------ | ----------------- | ---------------------- | -------------- | ---------- | ------ |
| Trh              | 94 kg  | Chou Č-chuej      | Čína                   | Tokio 2020     | 24.07.2021 | [ 11 ] |
| Nadhoz           | 117 kg | Chou Č-chuej      | Čína                   | Paříž 2024     | 07.08.2024 | [ 12 ] |
| Celkem           | 210 kg | Chou Č-chuej      | Čína                   | Tokio 2020     | 24.07.2021 | [ 11 ] |
| 55 kg            |        |                   |                        |                |            |        |
| Trh              | 98 kg  | Muattar Nabieva   | Uzbekistán             | Tokio 2020     | 26.07.2021 | [ 13 ] |
| Nadhoz           | 127 kg | Hidilyn Diazová   | Filipíny               | Tokio 2020     | 26.07.2021 | [ 13 ] |
| Celkem           | 224 kg | Hidilyn Diazová   | Filipíny               | Tokio 2020     | 26.07.2021 | [ 13 ] |
| 59 kg            |        |                   |                        |                |            |        |
| Trh              | 107 kg | Luo Š’-fang       | Čína                   | Paříž 2024     | 08.08.2024 | [ 14 ] |
| Nadhoz           | 134 kg | Luo Š’-fang       | Čína                   | Paříž 2024     | 08.08.2024 | [ 14 ] |
| Celkem           | 241 kg | Luo Š’-fang       | Čína                   | Paříž 2024     | 08.08.2024 | [ 14 ] |
| 64 kg            |        |                   |                        |                |            |        |
| Trh              | 108 kg | Olympic Standard  |                        |                | 01.11.2018 |        |
| Nadhoz           | 134 kg | Olympic Standard  |                        |                | 01.11.2018 |        |
| Celkem           | 242 kg | Olympic Standard  |                        |                | 01.11.2018 |        |
| 71 kg            |        |                   |                        |                |            |        |
| Trh              | 117 kg | Olivia Reevesová  | Spojené státy americké | Paříž 2024     | 09.08.2024 | [ 15 ] |
| Nadhoz           | 148 kg | Olympic Standard  |                        |                |            |        |
| Celkem           | 265 kg | Olympic Standard  |                        |                |            |        |
| 76 kg            |        |                   |                        |                |            |        |
| Trh              | 121 kg | Olympic Standard  |                        |                | 01.11.2018 |        |
| Nadhoz           | 149 kg | Olympic Standard  |                        |                | 01.11.2018 |        |
| Celkem           | 270 kg | Olympic Standard  |                        |                | 01.11.2018 |        |
| 81 kg            |        |                   |                        |                |            |        |
| Trh              | 122 kg | Olympic Standard  |                        |                |            |        |
| Nadhoz           | 154 kg | Solfrid Koandaová | Norsko                 | Paříž 2024     | 10.08.2024 | [ 16 ] |
| Celkem           | 275 kg | Solfrid Koandaová | Norsko                 | Paříž 2024     | 10.08.2024 | [ 16 ] |
| 87 kg            |        |                   |                        |                |            |        |
| Trh              | 130 kg | Olympic Standard  |                        |                | 01.11.2018 |        |
| Nadhoz           | 159 kg | Olympic Standard  |                        |                | 01.11.2018 |        |
| Celkem           | 289 kg | Olympic Standard  |                        |                | 01.11.2018 |        |
| +87 kg           |        |                   |                        |                |            |        |
| Trh              | 140 kg | Li Wen-wen        | Čína                   | Tokio 2020     | 02.08.2021 | [ 17 ] |
| Nadhoz           | 180 kg | Li Wen-wen        | Čína                   | Tokio 2020     | 02.08.2021 | [ 17 ] |
| Celkem           | 320 kg | Li Wen-wen        | Čína                   | Tokio 2020     | 02.08.2021 | [ 17 ] |
| Zdroj na IWF.net |        |                   |                        |                |            |        |

## Olympijské rekordy (2000–2016)
Po historicky druhé komplexní úpravě hmotnostních kategorií (od roku 1998) a zařazení soutěží žen do programu olympijských her byly mezi lety 2000–2016 na pěti olympijských hrách (2000, 2004, 2008, 2012 a 2016) stanoveny rekordy uvedené níže. V hmotnostní kategorii žen do 90 kg, zavedené s výhledem na olympijskou soutěž v roce 2020, se nakonec nikdy nesoutěžilo; posléze v roce 2018 došlo ke třetí komplexní úpravě hmotnostních kategorií a rekordy byly zamraženy.

### Mužské olympijské rekordy
| Kategorie  | Disciplína | Výkon    | Držitel                  | Olympijské hry      |
| ---------- | ---------- | -------- | ------------------------ | ------------------- |
| Do 56 kg   | Trh        | 138 kg   | Halil Mutlu              | Sydney 2000         |
| Do 56 kg   | Nadhoz     | 170 kg   | Lung Čching-čchüan       | Rio de Janeiro 2016 |
| Do 56 kg   | Dvojboj    | 307 kg   | Lung Čching-čchüan       | Rio de Janeiro 2016 |
| Do 62 kg   | Trh        | 153 kg   | Kim Un-kuk               | Londýn 2012         |
| Do 62 kg   | Nadhoz     | 177 kg   | Óscar Figueroa           | Londýn 2012         |
| Do 62 kg   | Dvojboj    | 327 kg   | Kim Un-kuk               | Londýn 2012         |
| Do 69 kg   | Trh        | 165 kg   | Georgi Markov            | Sydney 2000         |
| Do 69 kg   | Nadhoz     | 196,5 kg | Galabin Boevski          | Sydney 2000         |
| Do 69 kg   | Dvojboj    | 357,5 kg | Galabin Boevski          | Sydney 2000         |
| Do 77 kg   | Trh        | 177 kg   | Lü Siao-ťün              | Rio de Janeiro 2016 |
| Do 77 kg   | Nadhoz     | 214 kg   | Nidžat Rahimov           | Rio de Janeiro 2016 |
| Do 77 kg   | Dvojboj    | 379 kg   | Lü Siao-ťün              | Londýn 2012         |
| Do 85 kg   | Trh        | 180 kg   | Giorgi Asanidze          | Sydney 2000         |
| Do 85 kg   | Nadhoz     | 217 kg   | Tchien Tchao             | Rio de Janeiro 2016 |
| Do 85 kg   | Dvojboj    | 396 kg   | Kjánúš Rostamí           | Rio de Janeiro 2016 |
| Do 94 kg   | Trh        | 187,5 kg | Kúroš Báqerí             | Sydney 2000         |
| Do 94 kg   | Nadhoz     | 224 kg   | Szymon Kołecki           | Peking 2008         |
| Do 94 kg   | Dvojboj    | 407,5 kg | Milen Dobrev             | Athény 2004         |
| Do 105 kg  | Trh        | 200 kg   | Andrej Aramnau           | Peking 2008         |
| Do 105 kg  | Nadhoz     | 237 kg   | Ruslan Nurudinov         | Rio de Janeiro 2016 |
| Do 105 kg  | Dvojboj    | 436 kg   | Andrej Aramnau           | Peking 2008         |
| Nad 105 kg | Trh        | 216 kg   | Behdád Salímí Kordásjábí | Rio de Janeiro 2016 |
| Nad 105 kg | Nadhoz     | 263,5 kg | Hosejn Rezázáde          | Athény 2004         |
| Nad 105 kg | Dvojboj    | 473 kg   | Laša Talachadze          | Rio de Janeiro 2016 |

### Ženské olympijské rekordy
| Kategorie | Disciplína | Výkon    | Držitelka           | Olympijské hry      |
| --------- | ---------- | -------- | ------------------- | ------------------- |
| Do 48 kg  | Trh        | 97,5 kg  | Nurcan Taylanová    | Athény 2004         |
| Do 48 kg  | Nadhoz     | 115 kg   | Árí Wíráttawonová   | Athény 2004         |
| Do 48 kg  | Dvojboj    | 210 kg   | Nurcan Taylanová    | Athény 2004         |
| Do 53 kg  | Trh        | 101 kg   | Li Ja-ťün           | Rio de Janeiro 2016 |
| Do 53 kg  | Nadhoz     | 126 kg   | Praphávadí          | Peking 2008         |
| Do 53 kg  | Dvojboj    | 225 kg   | Jang Sia            | Sydney 2000         |
| Do 58 kg  | Trh        | 110 kg   | Sukanja Srisuratová | Rio de Janeiro 2016 |
| Do 58 kg  | Nadhoz     | 138 kg   | Čchen Jen-čching    | Peking 2008         |
| Do 58 kg  | Dvojboj    | 246 kg   | Li Süe-jing         | Londýn 2012         |
| Do 63 kg  | Trh        | 115 kg   | Hanna Bacjušková    | Athény 2004         |
| Do 63 kg  | Nadhoz     | 147 kg   | Teng Wej            | Rio de Janeiro 2016 |
| Do 63 kg  | Dvojboj    | 262 kg   | Teng Wej            | Rio de Janeiro 2016 |
| Do 69 kg  | Trh        | 122,5 kg | Liou Čchun-chung    | Athény 2004         |
| Do 69 kg  | Nadhoz     | 153 kg   | Liou Čchun-chung    | Athény 2004         |
| Do 69 kg  | Dvojboj    | 275 kg   | Liou Čchun-chung    | Athény 2004         |
| Do 75 kg  | Trh        | 125 kg   | Natalja Zabolotná   | Athény 2004         |
| Do 75 kg  | Nadhoz     | 153 kg   | Rim Džong-sim       | Rio de Janeiro 2016 |
| Do 75 kg  | Dvojboj    | 274 kg   | Rim Džong-sim       | Rio de Janeiro 2016 |
| Nad 75 kg | Trh        | 151 kg   | Taťana Kaširinová   | Londýn 2012         |
| Nad 75 kg | Nadhoz     | 187 kg   | Čou Lu-lu           | Londýn 2012         |
| Nad 75 kg | Dvojboj    | 333 kg   | Čou Lu-lu           | Londýn 2012         |